# Літературна премія імені Богдана-Ігоря Антонича «Привітання життя»
Літературна премія імені Богдана-Ігоря Антонича «Привітання життя» — українська літературна премія, яка надається за поетичні твори молодим авторам, які пишуть українською мовою і вік яких не перевищує 28 років.

## Засновники
Заснована в 1994 році.
Засновники:
- Всеукраїнське державне видавництво «Каменяр»,
- Міжнародний центр освіти, науки і культури Міністерства освіти України у Львові,
- ВАТ «Львівська книжкова фабрика „Атлас“»,
- Львівська організація Національної спілки письменників України.

## Лауреати

### 1994
- Галета Олена
- Горечко Ілона
- Дворянин Марія
- Дзера Оксана
- Кубай Данило — диплом II ступеня
- Марченко Ірина
- Мельник Ліда — заохочувальний диплом
- Микита Богдана
- Пасічник Анжеліка
- Печарська Оксана
- Савицький Марко
- Савка Мар'яна
- Саєнко Андрій
- Сенчишин Ярина — диплом I ступеня (не увійшла у колективний збірник).
- Сняданко Наталія
- Сподар Оксана
- Федунь Олександра
- Яремчук Адріана

### 1995
- Зеленчук Оксана — заохочувальний диплом
- Кубай Данило — диплом I ступеня
- Чорноброва Вікторія Григорівна — диплом II ступеня

### 1996
- Крук Галина Григорівна — диплом I ступеня
- Павленко Марина Степанівна — заохочувальний диплом
- Угрин Злата — диплом II ступеня

### 1997
- Баланова Наталя — заохочувальний диплом
- Плахотнюк Іванна Костянтинівна — диплом II ступеня
- Сливинський Остап Тарасович — диплом I ступеня

### 1998
- Весела Людмила
- Волкова Олена — заохочувальний диплом
- Коноваленко Сергій — диплом I ступеня
- Трач Надія Степанівна — диплом II ступеня

### 1999
- Галан Ніна — заохочувальний диплом
- Кіяновська Маріанна Ярославівна — диплом II ступеня
- Трач Надія Степанівна
- Фреюк Людмила
- Яковина Оксана — диплом I ступеня

### 2000
- Артимович Уляна
- Бігун Оксана
- Бурдега Ольга
- Гаврилів Ганна
- Гнида Петро
- Грач Олена
- Демидюк Лілія Мирославівна
- Іванів Мар'яна
- Ільків Ірина
- Істин Микола Миколайович
- Карташова Анна
- Ковалик Марія
- Копак Оксана Павлівна (псевдонім Оксана Кришталева)
- Костецька Ольга
- Кушнір Іван
- Лазука Наталя
- Лазуткін Дмитро Михайлович — заохочувальний диплом
- Лелик Мар'яна
- Леськів-Смеречинська Галина
- Луцишина Оксана Петрівна (Кішко-Луцишин Оксана) — диплом II ступеня
- Матвіїв Ярина
- Надобко Ірина
- Пашук Олена Вікторівна
- Петрова Ольга
- Пігель Юлія Романівна (псевдонім Рута Вітер).
- Рибак Ігор
- Сверида Роман
- Світлик Мирослава
- Сорокотяга Катерина
- Стефаненко Світлана
- Угрин Анастасія — диплом I ступеня
- Фляк Мар'яна
- Фреюк Людмила
- Чабан-Леус Дзвенислава
- Чуба Віталій

### 2001
- ANDY
- Ахекян Ксенія
- Барабаш Наталя
- Бегеза Оксана
- Бігун Оксана
- Болехівська Уляна
- Буфан Олеся
- Витрикуш Галина
- Вихрист Наталія
- Гаран Олена Валентинівна
- Грач Олена
- Гундер Оксана Вікторівна
- Гурин Марта
- Дрозд Леся
- Забродова Ірина
- Звозда Олег
- Ізбенко Марія-Мирослава
- Калиниченко Надія
- Калитко Катерина Олександрівна — диплом II ступеня
- Ковалик Марія
- Кур'ята Ніна Володимирівна
- Лелик Мар'яна
- Надобко Ірина
- Новіцька Ірина
- Остапчук Ольга — заохочувальний диплом
- Павлишин Світлана
- Панчишин Ірина
- Петрова Ольга
- Печарська Оксана
- Пігель Юлія Романівна (псевдонім Рута Вітер).
- Підківка Галина
- Пішаківська Надія — диплом I ступеня
- Понич Ольга
- Почапська Оксана
- Пронів Ірина
- П'янкова Тетяна
- Рудюк Роман
- Сверида Роман
- Смаль Мар'яна
- Сорокотяга Катерина
- Сосновська Марія
- Фляк Мар'яна
- Хомин Ірина
- Чугаєвська Наталя
- Щербина Петро Миколайович
- Яремчук Адріана

### 2002
- Адаліс
- Андрищак Світлана
- Банівна Русана
- Галєх Вікторія
- Гнатюк Алла
- Демидюк Лілія Мирославівна
- Ізбенко Марія-Мирослава
- Калитко Катерина Олександрівна — диплом II ступеня
- Кантор Оксана
- Кушнір Іван
- Максимчук Оксана
- Мандрицук-Батюк Руслана
- Мицько Василь
- Нікулін Микола
- Остапчук Ольга — заохочувальний диплом
- Позднякова Альбіна
- Рибак Ігор
- Романенко Олег В'ячеславович — диплом I ступеня
- Черняк Олександра
- Черняк Ярина
- Шевців Андрій

### 2003
- Гевків Галина — диплом I ступеня
- Демидюк Лілія Мирославівна — диплом II ступеня
- Калениченко Надія — заохочувальний диплом
- Смеречинська Галина — заохочувальний диплом

### 2004
- Білецька Наталя Олександрівна — диплом II ступеня
- Кремінь Тарас Дмитрович — заохочувальний диплом
- Кучерявий Юрій — диплом I ступеня
- Левченко Олег — заохочувальний диплом
- Максимчук Оксана — диплом II ступеня

### 2005
- Головатюк Євген — диплом I ступеня

### 2006
- Березіна Дарина Юріївна — диплом I ступеня

### 2007
- Матолінець Наталія — заохочувальний диплом
- Назаров Назарій — диплом I ступеня

### 2009
- Данилюк Олександр Володимирович — ґран-прі;
- Кордяк Василь — заохочувальний диплом;
- Шпаковський Микола — диплом ІІ ступеня;
- Якимчук Любов Василівна — диплом І ступеня;

### Нез'ясований рік участі у конкурсу
- Дяків Василь

## Учасники
| Учасники конкурсу на здобуття Літературної премії | Учасники конкурсу на здобуття Літературної премії  | Учасники конкурсу на здобуття Літературної премії                          | Учасники конкурсу на здобуття Літературної премії | Учасники конкурсу на здобуття Літературної премії | Учасники конкурсу на здобуття Літературної премії | Учасники конкурсу на здобуття Літературної премії | Учасники конкурсу на здобуття Літературної премії                                                                              |
| №                                                 | ПІБ                                                | Дата і місце народження                                                    | Роки участі                                       | Перемога                                          | Участь у Гранослові                               | Перемога у Гранослові                             | Інші мистецькі премії |
| ------------------------------------------------- | -------------------------------------------------- | -------------------------------------------------------------------------- | ------------------------------------------------- | ------------------------------------------------- | ------------------------------------------------- | ------------------------------------------------- | --- |
| 1                                                 | ANDY                                               | 29 січня 1986, Львів?                                                      | 2001                                              |                                                   |                                                   |                                                   | |
| 2                                                 | Артимович Уляна                                    | 26 липня 1986                                                              | 2000                                              |                                                   |                                                   |                                                   | |
| 3                                                 | Ахекян Ксенія                                      | 9 жовтня 1981, Львів?                                                      | 2001                                              |                                                   |                                                   |                                                   | |
| 4                                                 | Баланова Наталя                                    |                                                                            | 1997                                              | 1997 — заохочувальний диплом                      |                                                   |                                                   | |
| 5                                                 | Барабаш Наталя                                     | 20 листопада 1989                                                          | 2001                                              |                                                   |                                                   |                                                   | |
| 6                                                 | Бегеза Оксана                                      | 2 липня 1979                                                               | 2001                                              |                                                   |                                                   |                                                   | |
| 7                                                 | Бігун Оксана                                       | 29 лютого 1980                                                             | 2000, 2001                                        |                                                   |                                                   |                                                   | |
| 8                                                 | Болехівська Уляна                                  | 14 червня 1980, Коломия, Івано-Франківська область                         | 2001                                              |                                                   |                                                   |                                                   | |
| 9                                                 | Бурдега Ольга                                      | 26 квітня 1982, Кам'янець-Подільський, Хмельницька область                 | 2000                                              |                                                   |                                                   |                                                   | |
| 10                                                | Буфан Олеся                                        | 2 травня 1988, Львів                                                       | 2001                                              |                                                   |                                                   |                                                   | |
| 11                                                | Весела Людмила                                     | серпень 1977, Лисець, Дунаєвецький район, Хмельницька область              | з 1998                                            |                                                   | 2000                                              | 2000 — дипломант                                  | |
| 12                                                | Витрикуш Галина                                    | 1995?, живе Зіньківці, Кам'янець-Подільський район, Хмельницька область    | 2001                                              |                                                   |                                                   |                                                   | |
| 13                                                | Вихрист Наталія                                    | 26 липня 1978                                                              | 2001                                              |                                                   |                                                   |                                                   | |
| 14                                                | Волкова Олена                                      |                                                                            | 1998                                              | 1998 — заохочувальний диплом                      |                                                   |                                                   | |
| 15                                                | Гаврилів Ганна                                     | 1985, Львів                                                                | 2000                                              |                                                   |                                                   |                                                   | Лауреат ? — «Трикрилий птах»                                                                                                   |
| 16                                                | Галета Олена Ігорівна                              | 22 вересня 1975, Львів                                                     | 1994                                              |                                                   |                                                   |                                                   | |
| 17                                                | Галан Ніна                                         |                                                                            | 1999                                              | 1999 — заохочувальний диплом                      |                                                   |                                                   | |
| 18                                                | Гаран Олена Валентинівна                           | 5 вересня 1977, Полтава                                                    | 2001                                              |                                                   |                                                   |                                                   | |
| 19                                                | Гнида Петро                                        | 15 липня 1977, Львів                                                       | 2000                                              |                                                   |                                                   |                                                   | Переможець 1996 — літературний конкурс Українського радіо                                                                      |
| 20                                                | Горечко Ілона                                      | 21 березня 1978, Львів                                                     | 1994                                              |                                                   |                                                   |                                                   | |
| 21                                                | Грач Олена                                         | 20 червня 1981, Самбір, Львівська область                                  | 2000, 2001                                        |                                                   |                                                   |                                                   | |
| 22                                                | Гундер Оксана Вікторівна                           | 8 березня 1984, Луцьк                                                      | 2001                                              |                                                   |                                                   |                                                   | |
| 23                                                | Гурин Марта                                        | 31 січня 1983, Львів?                                                      | 2001                                              |                                                   |                                                   |                                                   | |
| 24                                                | Дворянин Марія                                     | 7 січня 1976, Львів                                                        | 1994                                              |                                                   | 1993                                              |                                                   | Лауреат II Всеукраїнського конкурсу «Таланти твої, Україно!»                                                                   |
| 25                                                | Демидюк Лілія Мирославівна                         | 27 вересня 1983, Львів                                                     | 2000, 2002                                        |                                                   |                                                   |                                                   | |
| 26                                                | Дзера Оксана                                       | 31 січня 1973, Рогатин, Івано-Франківська область                          | 1994                                              |                                                   |                                                   |                                                   | |
| 27                                                | Дрозд Леся                                         | 21 липня 1979, карпатське село Довге                                       | 2001                                              |                                                   |                                                   |                                                   | |
| 28                                                | Забродова Ірина                                    | живе у Києві                                                               | 2001                                              |                                                   |                                                   |                                                   | |
| 29                                                | Звозда Олег                                        | 24 травня 1981, Долішнє, Миколаївський район, Львівська область            | 2001                                              |                                                   |                                                   |                                                   | |
| 30                                                | Зеленчук Оксана                                    |                                                                            | 1995                                              | 1995 — заохочувальний диплом                      |                                                   |                                                   | |
| 31                                                | Іванів Мар'яна                                     | 9 червня 1980, Львів                                                       | 2000                                              |                                                   |                                                   |                                                   | |
| 32                                                | Ізбенко Марія-Мирослава                            | 24 серпня 1980, Рогатин, Івано-Франківська область                         | 2001                                              |                                                   |                                                   |                                                   | |
| 33                                                | Ільків Ірина                                       | Львів?                                                                     | 2000                                              |                                                   |                                                   |                                                   | |
| 34                                                | Істин Микола Миколайович                           | 19 грудня 1972, Новиця, Калуський район, Івано-Франківська область         | 2000                                              |                                                   |                                                   |                                                   | |
| 35                                                | Калиниченко Надія                                  | живе у Києві                                                               | 2001                                              |                                                   |                                                   |                                                   | |
| 36                                                | Калитко Катерина Олександрівна                     | 8 березня 1982, Вінниця                                                    | 2001                                              | 2001 — диплом II ступеня                          | 1999                                              | 1999 — переможець                                 | |
| 37                                                | Карташова Анна                                     | 1988                                                                       | 2000                                              |                                                   |                                                   |                                                   | |
| 38                                                | Луцишина Оксана Петрівна (як Кішко-Луцишин Оксана) | 10 жовтня 1974, Ужгород                                                    | 2000                                              | 2000 — диплом II ступеня                          | 1996                                              | 1996 — лауреат                                    | Лауреат 1998 — «Благовіст» |
| 39                                                | Кіяновська Маріанна Ярославівна                    | 17 листопада 1973, Нестеров, нині Жовква, Львівська область                | 1999                                              | 1999 — диплом II ступеня                          |                                                   |                                                   | |
| 40                                                | Ковалик Марія                                      | 8 квітня 1983                                                              | 2000, 2001                                        |                                                   |                                                   |                                                   | |
| 41                                                | Коноваленко Сергій                                 |                                                                            | 1998                                              | 1998 — диплом I ступеня                           |                                                   |                                                   | |
| 42                                                | Оксана Кришталева (як Копак Оксана Павлівна)       | 25 лютого 1975, Львів                                                      | 2000                                              |                                                   |                                                   |                                                   | |
| 43                                                | Костецька Ольга                                    | 10 січня 1978, Львів                                                       | 2000                                              |                                                   |                                                   |                                                   | |
| 44                                                | Крук Галина Григорівна                             | 30 листопада 1974, Львів                                                   | 1996                                              | 1996 — диплом I ступеня                           | 1997                                              | 1997 — лауреат                                    | |
| 45                                                | Кубай Данило                                       | 13 вересня 1973, Київ                                                      | 1994, 1995                                        | 1994 — диплом II ступеня, 1995 — диплом I ступеня | 1994, 1995                                        | 1994, 1995 — дипломант                            | |
| 46                                                | Кур'ята Ніна Володимирівна                         | 25 лютого 1978                                                             | 2001                                              |                                                   | 2002                                              | 2002 — дипломант                                  | низка премій |
| 47                                                | Кушнір Іван                                        | 1977, м. Куйбишев(о)?, Запорізька область                                  | 2000, 2002                                        |                                                   |                                                   |                                                   | |
| 48                                                | Лазука Наталя                                      | 21 січня 1978, Ромашівка, Чортківський район, Тернопільська область        | 2000                                              |                                                   |                                                   |                                                   | Переможець конкурсу «Твій світ»                                                                                                |
| 49                                                | Лазуткін Дмитро Михайлович                         | 18 листопада 1978, Київ                                                    | 2000                                              | 2000 — заохочувальний диплом                      |                                                   |                                                   | |
| 50                                                | Лелик Мар'яна                                      | 25 серпня 1982                                                             | 2000, 2001                                        |                                                   |                                                   |                                                   | |
| 51                                                | Леськів-Смеречинська Галина                        | 13 серпня 1977, Трибухівці, Бучацький район, Тернопільська область         | 2000                                              |                                                   |                                                   |                                                   | |
| 52                                                | Марченко Ірина                                     | 9 липня 1967, Львів                                                        | 1994                                              |                                                   |                                                   |                                                   | |
| 53                                                | Матвіїв Ярина                                      | 30 квітня 1984, Бірки, Яворівський район, Львівська область                | 2000                                              |                                                   |                                                   |                                                   | |
| 54                                                | Мельник Ліда                                       | 3 вересня 1976, Львів                                                      | 1994                                              | 1994 — заохочувальний диплом                      |                                                   |                                                   | |
| 55                                                | Микита Богдана                                     | 4 лютого 1977, Львів                                                       | 1994                                              |                                                   | 1993                                              | 1993 — дипломант                                  | |
| 56                                                | Надобко Ірина                                      | 12 листопада 1985                                                          | 2000, 2001                                        |                                                   |                                                   |                                                   | |
| 57                                                | Новіцька Ірина                                     | 12 січня 1981                                                              | 2001                                              |                                                   |                                                   |                                                   | 2006 — «Смолоскип», заохочувальна премія                                                                                       |
| 58                                                | Остапчук Ольга                                     | 20 травня 1974, Київ                                                       | 2001                                              | 2001 — заохочувальний диплом                      |                                                   |                                                   | |
| 59                                                | Павленко Марина Степанівна                         | 30 березня 1973, Старичі, Яворівський район, Львівська область             | 1996                                              | 1996 — заохочувальний диплом                      |                                                   |                                                   | |
| 60                                                | Пасічник Анжеліка                                  | 17 січня 1973, Єлиховичі, Золочівський район, Львівська область            | 1994                                              |                                                   |                                                   |                                                   | |
| 61                                                | Пашук Олена Вікторівна                             | 17 липня 1982, Луцьк, Волинська область                                    | 2000                                              |                                                   |                                                   |                                                   | |
| 62                                                | Петрова Ольга                                      | 1987, Казаклія, Молдова                                                    | 2000, 2001                                        |                                                   |                                                   |                                                   | |
| 63                                                | Печарська Оксана                                   | 12 квітня 1974, Львів                                                      | 1994                                              |                                                   |                                                   |                                                   | |
| 64                                                | Плахотнюк Іванна Костянтинівна                     | 29 серпня 1980, Львів                                                      | 1997                                              | 1997 — диплом II ступеня                          |                                                   |                                                   | «Слово многоцінне» 1996 — І-ша премія; стипендія МАН за щорічну перемогу в конкурсі літературно-мистецької творчості 1994-1997 |
| 65                                                | Пігель Юлія Романівна (як Рута Вітер)              | 8 листопада 1981, Львів — 14 вересня 2008                                  | 2000, 2001                                        |                                                   |                                                   |                                                   | |
| 66                                                | Рибак Ігор                                         | 16 січня 1980, Львів                                                       | 2000, 2002                                        |                                                   |                                                   |                                                   | |
| 67                                                | Савицький Марко                                    | 27 березня 1974, Львів                                                     | 1994                                              |                                                   |                                                   |                                                   | |
| 68                                                | Савка Мар'яна Орестівна                            | 21 лютого 1973, Копичинці, Тернопільська область                           | 1994                                              |                                                   |                                                   |                                                   | |
| 69                                                | Саєнко Андрій                                      | 28 лютого 1969, Львів                                                      | 1994                                              |                                                   |                                                   |                                                   | Лауреат фестивалів 1992 — «Оберіг», «Таланти Франкового вузу», «Я і гітара», 1994 — «Доля», «Лір», «Первоцвіт»                 |
| 70                                                | Сверида Роман                                      | 28 серпня 1990, Львів?                                                     | 2000, 2001                                        |                                                   |                                                   |                                                   | |
| 71                                                | Світлик Мирослава                                  | 25 січня 1990, Львів?                                                      | 2000                                              |                                                   |                                                   |                                                   | |
| 72                                                | Сенчишин Ярина Богданівна                          | 3 січня 1969, Хирів, Старосамбірський район, Львівська область             | 1994                                              | 1994 — диплом I ступеня                           |                                                   |                                                   | |
| 73                                                | Сливинський Остап Тарасович                        | 14 жовтня 1978, Львів                                                      | 1997                                              | 1997 — диплом I ступеня                           |                                                   |                                                   | |
| 74                                                | Сняданко Наталія Володимирівна                     | 20 травня 1973, Львів                                                      | 1994                                              |                                                   |                                                   |                                                   | |
| 75                                                | Сорокотяга Катерина                                | 19 жовтня 1983, Львів?                                                     | 2000, 2001                                        |                                                   |                                                   |                                                   | |
| 76                                                | Сподар Оксана                                      | 14 листопада 1970, Долина, Івано-Франківська область                       | 1994                                              |                                                   |                                                   |                                                   | |
| 77                                                | Стефаненко Світлана                                | 8 лютого 1971                                                              | 2000                                              |                                                   |                                                   |                                                   | |
| 78                                                | Трач Надія Степанівна                              | 12 травня 1982, Задністрянське, Галицький район, Івано-Франківська область | 1998, 1999                                        | 1998 — диплом II ступеня                          |                                                   |                                                   | |
| 79                                                | Угрин Анастасія                                    |                                                                            | 2000                                              | 2000 — диплом I ступеня                           |                                                   |                                                   | |
| 80                                                | Угрин Злата                                        |                                                                            | 1996                                              | 1996 — диплом II ступеня                          |                                                   |                                                   | |
| 81                                                | Федунь Олександра                                  | 3 червня 1977                                                              | 1994                                              |                                                   |                                                   |                                                   | |
| 82                                                | Фляк Мар'яна                                       | 5 липня 1983, Львів?                                                       | 2000, 2001                                        |                                                   |                                                   |                                                   | |
| 83                                                | Фреюк Людмила                                      | 11 січня 1979, Шибена, Теофіпольський район, Хмельницька область           | 1999, 2000, 2001                                  |                                                   |                                                   |                                                   | |
| 84                                                | Чабан-Леус Дзвенислава                             | 28 квітня 1973, Львів?                                                     | 2000                                              |                                                   |                                                   |                                                   | |
| 85                                                | Чорноброва Вікторія Григорівна                     | 22 лютого 1970, Романова Балка, Первомайський район, Миколаївська область  | 1995                                              | 1995 — диплом II ступеня                          |                                                   |                                                   | |
| 86                                                | Чуба Віталій                                       | 9 лютого 1975, Бучач, Тернопільська область                                | 2000                                              |                                                   |                                                   |                                                   | |
| 87                                                | Яковина Оксана                                     |                                                                            | 1999                                              | 1999 — диплом I ступеня                           |                                                   |                                                   | |
| 88                                                | Яремчук Адріана                                    | 13 серпня 1980, Львів                                                      | 1994, 2001                                        |                                                   | 1996                                              | 1996 — дипломант                                  | Лауреат 1996 — «Первоцвіт», «Трикрилий птах»                                                                                   |